# Handynastin
Handynastin (kinesiska: 漢朝?, pinyin: Hàn Cháo), 206 f.Kr.–220 e.Kr., var den andra kejserliga kinesiska dynastin, efter Qindynastin (221–206 f.Kr.) och före De tre kungadömena (220–265 e.Kr.). Dynastin grundades av rebelledaren och bonden Liu Bang, postumt känd som Han Gaozu. Dynastin stördes tillfälligt av Wang Mangs interregnum från 9–23 e.Kr. av den före detta regenten Wang Mang. Denna mellanperiod delar upp Handynastin i två perioder: den västra Handynastin (206 f.Kr.–9 e.Kr.) och den östra Handynastin (25–220 e.Kr.). Handynastin, som sträckte sig över fyra århundraden, anses vara en guldålder i Kinas historia. Än idag kallar sig Kinas största etniska grupp för hankineser.
Den kejserliga familjen hette Liu i familjenamn och den förste kejsaren Liu Bang. Denna dynasti har gett namn till hankineserna, det vill säga den folkgrupp som utgör majoriteten av befolkningen i dagens Kina, och en av de vanliga beteckningarna på det kinesiska språket, hanyu ("hanspråk"). Under denna tid blev konfucianismen statsfilosofi, buddhismen spreds i Kina, daoismen fick organisatorisk form, Sidenvägen började ta form, papperet upptäcktes, filologin grundlades, liksom en källkritisk historiesyn, och Kinas inflytande utsträcktes till Vietnam, Centralasien, Mongoliet och Korea.
Efter år 92 blandade palatsens eunucker sig allt mer i hovpolitiken och engagerade sig i våldsamma maktkamper mellan de olika kejserliga klanerna och änkedrottningarna, vilket orsakade Handynastins slutliga nedgång. Kejsarmakten utmanades även allvarligt av stora daoistsällskap som anstiftade bland annat Gula turbanernas uppror. Efter kejsaren Han Lingdis död (styrde mellan 168 och 189) anställde officerare ett massmord på eunuckerna, vilket gjorde att medlemmar av aristokratin och militära härskare kunde bli krigsherrar och dela upp riket mellan sig. När Cao Pi, kung av Wei, tog över tronen från Han Xian, upphörde Handynastin.
Handynastin var en tid av ekonomisk framgång och innebar en märkbar tillväxt av penningekonomin, som först etablerades under Zhoudynastin (runt 1050-256 f.Kr.). Valutan som präglades av det centrala styret myntort år 119 f.Kr. kvarstod som det huvudsakliga betalningsmedlet i Kina fram till Tangdynastin (618-907 e.Kr.). För att betala för sina militära företag och bosättningen av nyligen erövrade områden förstatligade regeringen de privata salt- och järnnäringarna 117 f.Kr. Dessa statliga monopol upphävdes under den östra Hanperioden och förlorade intäkter ersattes genom tung beskattning av privata entreprenörer. Kejsaren var högst i Hansamhället. Han ledde Hanregeringen, men delade makten med både adelsståndet och tillsatta ministrar från den skolade lågadeln. Från och med kejsare Wus styre främjade myndigheterna officiellt konfucianismen i utbildning och politik, förenat med kosmologin hos senare lärda såsom Dong Zhongshu. Denna politik fortsatte fram till Qingdynastins fall år 1911.

## Historia
Tiden från 206 f.Kr. och fram till Wang Mangs interregnum benämns Västra Han eller Äldre Han. Tiden präglades av krig med stammarna i norr, Xiongnu, som leddes av Mao-tun. Kejsare Han Wudi lyckades tränga tillbaka inkräktarna men till stora kostnader för statskassan. Bondeklassen blev lidande på grund av höga skatter och utskrivning till krigstjänst. Dessutom kunde de tvingas göra dagsverken på upp till 90 dagar per år. Nepotism var utbrett inom alla delar av förvaltningen även på högsta nivå: änkekejsarinnorna och deras familjer styrde ofta i praktiken åt en minderårig kejsare. Wang Mang var brorson till en av dessa kejsarinnor.
Tiden efter Wang Mangs interregnum och fram till dynastins fall benämns Östra Han eller Yngre Han. Wang Mangs märkliga politik ledde till omfattande missnöje bland alla lager i samhället. Många fattiga anslöt sig till de röda ögonbrynen och en prins av Handynastin samlade en armé och intog 22 e.Kr. huvudstaden. Bondeupproret slogs ner och Wang Mangs reformer drogs tillbaka. Kina upplevde en stabilare period och man antog en mer expansionistisk politik. Mer och mer decentraliserades makten och riket började falla sönder. År 184 bröt de gula turbanernas uppror ut och riket kom några årtionden senare att splittras i tre.

### Västra Han

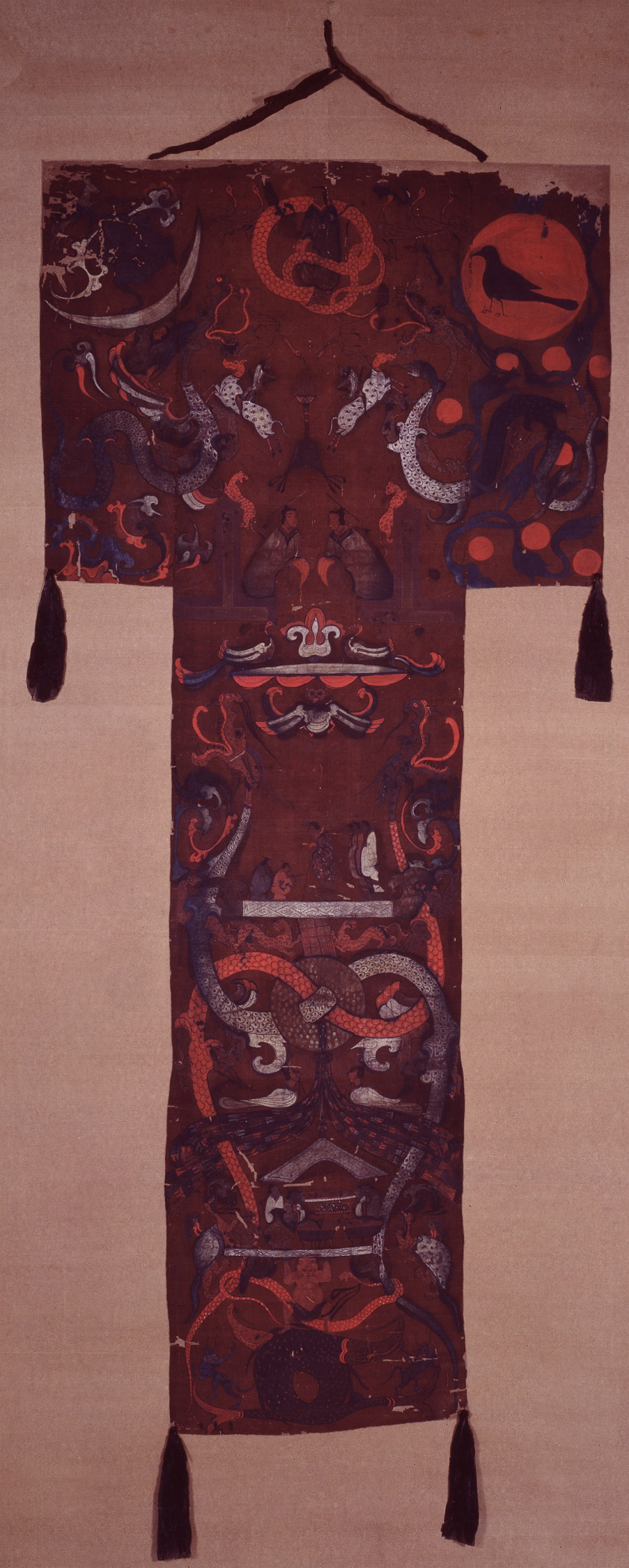
Ett bårtäcke i silke från Mawangdui, Changsha, Hunan. Det klädde in Lady Dais likkista. Lady Dai, som dog 168 f.Kr., var markis Li Cangs fru. Li Cang, som dog 186 f.Kr., var kansler för Changsha.

Kinas första imperiedynasti var Qindynastin från 221 till 206 f.Kr. Qindynastin hade enat Kinas stridande stater genom erövring, men imperiet blev instabilt sedan den första kejsaren Qin Shi Huangdi hade dött. Inom fyra år hade dynastins auktoritet kollapsat på grund av uppror. Två före detta rebelledare, Xiang Yu och Liu Bang krigade om vem som skulle bli hegemon av Kina, som vid den tidpunkten hade delats i arton Kungadömen, där alla erkände lojalitet till någon av rebelledarna. Även om Xiang Yu visade sig vara en kapabel befälhavare besegrade Liu Bang honom vid slaget vid Gaixia, i vad som idag är Anhui. Liu Bang blev efter det känd som kejsar Gaozu, och styrde från 202 till 195 f.Kr. Chang'an valdes till det återförenade Hanrikets huvudstad.
I början av Västra Handynastin fanns tretton centralt kontrollerade prefekturer i den västra tredjedelen av riket, medan de östra två tredjedelarna var indelade i tio halvautonoma kungadömen. Vissa av dessa styrdes av befälhavare som utsetts till kungar, även om de 157 f.Kr. var ersatta med personer ur Liu-familjen, eftersom lojaliteten hos de som ej tillhörde släkten ifrågasattes. Efter flera uppror av Hankungar, där den största var de sju staternas uppror år 154 f.Kr. uppfördes en rad reformer som började 145 f.Kr. som begränsade dessa kungadömens storlek och makt. Kungarna fick inte länge anlita personal själva, utan dessa utsågs av det kejserliga hovet. Kungar blev formella chefer över sina förläningar och fick en del av skatten som sin inkomst. Dessa kungadömen övergavs aldrig helt utan fanns igenom hela återstoden av Västra och Östra Han.
Norr om Kina erövrade de nomadiska Xiongnu-stammarna flera stammar som bodde på den Eurasiska stäppen. Under slutet av hövdingen Modu Chanyus styre kontrollerade han Manchuriet, Mongoliet och Tarimbäckenet och underkuvade över tjugo stater öster om Samarkand. De Han-tillverkade järnvapen som såldes till Xiongnu började oroa Gaozu, som skapade ett handelsembargo mot gruppen. Som vedergällning invaderade Xiongnu Shanxiprovinsen där de besegrade Han vid Baideng 200 f.Kr. Efter förhandlingar inkluderande politiska giftermål år 198 f.Kr. var Xiongnus och Hans ledare likställda i en kunglig giftermålsallians, men Han tvingades sända stora mängder skatter, som silkeskläder, mat och vin till Xiongnu.
Trots detta plundrade Xiongnu med jämna mellanrum Hans territorier söder om Kinesiska muren. Majoritetsbeslut bland Han bestämde att försöka hålla på giftermålsöverenskommelsen. När Xiongnu fortsatte att plundra valde man dock påföljande år att lönnmörda Chanyu och därigenom skapa kaos i Xiongnus rike, vilket skulle vara till Hans fördel. När detta misslyckades 133 f.Kr., startade kejsare Wu en serie massiva militärinvasioner i Xiongnus territorier. Attackerna kulminerade 119 f.Kr. vid striden vid Mobei, där Hans befälhavare Huo Quibing och Wei Wing tvingade Xiongnus ledare att fly norrut mot Gobiöknen. Efter Wus styre fortsatte Hans styrkor att stå sig mot Xiongnu. Xiongnus ledare Huhanye Chanyu (呼韓邪) underkastade sig slutligen under Han som en vasall 51 f.Kr.. Zhizhi Chanyu, som rivaliserade med Huhanye Chanyu om tronen, mördades av Chen Tang och Gan Yanshou (甘延壽/甘延寿) vid slaget vid Zhizhi, i dagens Taraz, Kazakstan.

En förgylld oljelampa i brons i form av en knäböjande kvinnlig tjänare, daterad till 200 f.Kr., hittad i Dou Wans grav, som var Liu Shengs fru.

121 f.Kr. fördrev Hans styrkor Xiongnu från ett enormt territorium som sträckte sig från Hexikorridoren till Lop Nur. De avslog en invasion från Xiongnu och Qiang i detta nordvästliga territorium år 111 f.Kr. Det året etablerade Hans ledare fyra nya gränsprefekturer i denna region: Jiuquan, Zhangyi, Dunhuang och Wuwei Majoriteten av gränsbefolkningen var soldater. Vid vissa tillfällen tvingade ledarna bönder till nya gränsbosättningar, tillsammans med regeringsägda slavar och dömda som arbetade hårt. Ledarna uppmuntrade även ofrälse att frivilligt flytta till gränsen.
Före Hans expansion in i Centralasien hade diplomaten Zhang Qians resor från 139 till 125 f.Kr. etablerat kinesiska kontakter med många omringade civilisationer. Alla länder han passerade fick förr eller senare ambassader från Han.
 Dessa förbindelser blev början på Sidenvägens handelsnätverk som gick till Romarriket och tog saker från Han som silke till Rom och romerskt gods som glas till Kina. Från omkring 115 till 60 f.Kr. stred Hanstyrkor mot Xiongnu för kontroll över stadsstaterna i oaserna i Tarimbäckenet. Han segrade till slut och etablerade protektorat 60 f.Kr. Den marina segern vid Nanyue 111 f.Kr. utökade Hans rike till vad som idag är moderna Guangdong, Guangxi, och norra Vietnam. Yunnan blev en del av riket i och med erövringen av Dianriket år 109 f.Kr., följt av delar av den koreanska halvön, med de koloniala etableringarna av prefekturer som Xuantu och Lelang 108 f.Kr. I den först kända nationella folkräkningen i Kina gjord år 2 registrerades 57 671 400 personer i 12 366 470 hushåll.
För att betala för sina militära kampanjer och koloniala expansioner förstatligade kejsare Wu flera privata industrier. Han skapade centrala regerings-monopol som administrerades av före detta köpmän. Dessa monopol inkluderade salt, järn och likörproduktion, såväl som bronsmyntsvaluta. Likörmonopolet pågick bara från 98 till 81 f.Kr. och salt- och järnmonopolen upphörde slutligen under den tidiga delen av östra Han. Emitterandet av myntprägling förblev ett centralt regeringsmonopol genom hela Handynastin. Regeringsmonopolen upphävdes slutligen när en politisk fraktion känd som reformisterna fick större påverkan på ledarna. Reformisterna opponerade sig mot den modernistiska fraktion som hade dominerat politiken i kejsare Wus styre och under Huo Guangs påföljande regentskap tills han dog 68 f.Kr. Modernisterna argumenterade för en aggressiv och expansionistisk utrikespolitik stödd av inkomster från kraftigt ingripande från regeringen i den privata ekonomin. Reformisterna, däremot, välte omkull dessa policyer, och favoriserade en försiktig, oexpansionistisk ansats till utrikespolitiken, frugala budgetreformer, och lägre skattnivåer för de privata entreprenörerna.

### Wang Mangs styre och inbördeskrig
| Vänstra bilden: En kavallerist från västra Handynastin från en generals grav. Högra bilden: En häststatyett i brons från västra eller östra Handynastin med en blysadel. |  | Vänstra bilden: En kavallerist från västra Handynastin från en generals grav. Högra bilden: En häststatyett i brons från västra eller östra Handynastin med en blysadel. |
| Vänstra bilden: En kavallerist från västra Handynastin från en generals grav. Högra bilden: En häststatyett i brons från västra eller östra Handynastin med en blysadel. |  | |

Wang Zhengjun (71 f.Kr.-13) var först härskarinna, änkekejsarinna, och slutligen ytterligare ett led bakåt, under kejsarna Han Yuandis, Han Chengdis och Han Aidis styre. Under denna tid gick härskartiteln i arvsföljd bland hennes manliga släktingar. Efter Ais död blev Wang Zhengjuns nevö Wang Mang (45 f.Kr.-23) riksföreståndare för kejsaren Ping (styrde från 1 f.Kr. till 6). När Ping dog år 6 utnämnde härskarens änkenåd Wang Mang att fungera som kejsare åt barnet Liu Ying (d. 25). Wang lovade att avgå och överlämna kontrollen till Liu Ying när han var tillräckligt gammal. Trots detta löfte, och mot protester och revolter från adelsståndet, påstod Wang Mang att det gudomliga himmelns mandat ville avsluta Handynastin och påbörja sin egen, Xindynastin eller Wang Mangs interregnum.
Wang Mang initierade en serie större reformer, men han lyckades inte i längden göra dem framgångsrika. Dessa reformer inkluderade bannlysning av slaveri, förstatligande av land till jämnt fördelade bland hushåll, samt att introducera nya valutor, en förändring som gjorde att det blev mindre viktigt att prägla mynt. Även om dessa reformer framkallade ansenlig opposition, mötte Wangs regim sin slutliga nedgång i och med de massiva översvämningarna mellan 3 och 11 e.Kr. En successiv leransamling i Gula floden ökade dess vattennivå och begravde flodvattensregleringen. Gula floden delades upp i två nya delar: en som tömdes ut norr om Shandonghalvön, och en söder om den, även om ingenjörer lyckades dämma upp den södra delen år 70. Översvämningen fördrev tusentals bönder, av vilka många gick med i kringströvande bandit- och rebellgrupper såsom de röda ögonbrynen. Mangs arméer klarade inte av att kväsa dessa förstorade rebellgrupper. Slutligen lyckades en insurgentsmobb trycka sig igenom in i Weiyangpalatset där de mördade Wang Mang.
Gengshi (styre från 23–25), en ättling till kejsare Jing (styre från 157–141 f.Kr.), försökte återföra Handynastin och tog över Chang'an som huvudstad. Han övermannades dock av de röda ögonbrynen som störtade, mördade, och ersatte honom med marionettmonarken Liu Penzi. Kejsare Gengshis bror Liu Xiu, postumt känd som Han Guangwudi (styrde från 25–57), uppmanades efter att ha utmärkt sig vid slaget vid Kunyang år 23 att ta över efter Gengshi som kejsare. Under Guangwus styre återställdes Handynastin. Han gjorde Luoyang till huvudstad år 25 och år 27 hade hans officerare Deng Yu och  Feng Yi tvingat de röda ögonbrynen att ge upp, samt avrättade deras ledare för landsförräderi. Från 26 till 31 var Guangwu tvingen att föra krig mot andra regionala krigsherrar som gjorde anspråk på kejsartiteln. När dessa krigsherrar besegrades återförenades Kina under Han.
Perioden mellan grundandet av Handynastin och Wang Mangs styre är känt som den västra Handynastin ((traditionell kinesiska: 西漢?, förenklad kinesiska: 西汉?, pinyin: Xī Hàn)) (202 f.Kr. – 9 e.Kr.). Under denna period var huvudstaden Chang'an (dagens Xi'an). Från Guangwus styre flyttades huvudstaden österut till Luoyang. Eran från hans styre till Handynastins fall är känd som östra Handynastin ((traditionell kinesiska: 東漢?, förenklad kinesiska: 东汉?, pinyin: Dōng Hàn), 25–220 e.Kr.).

### Östra Han

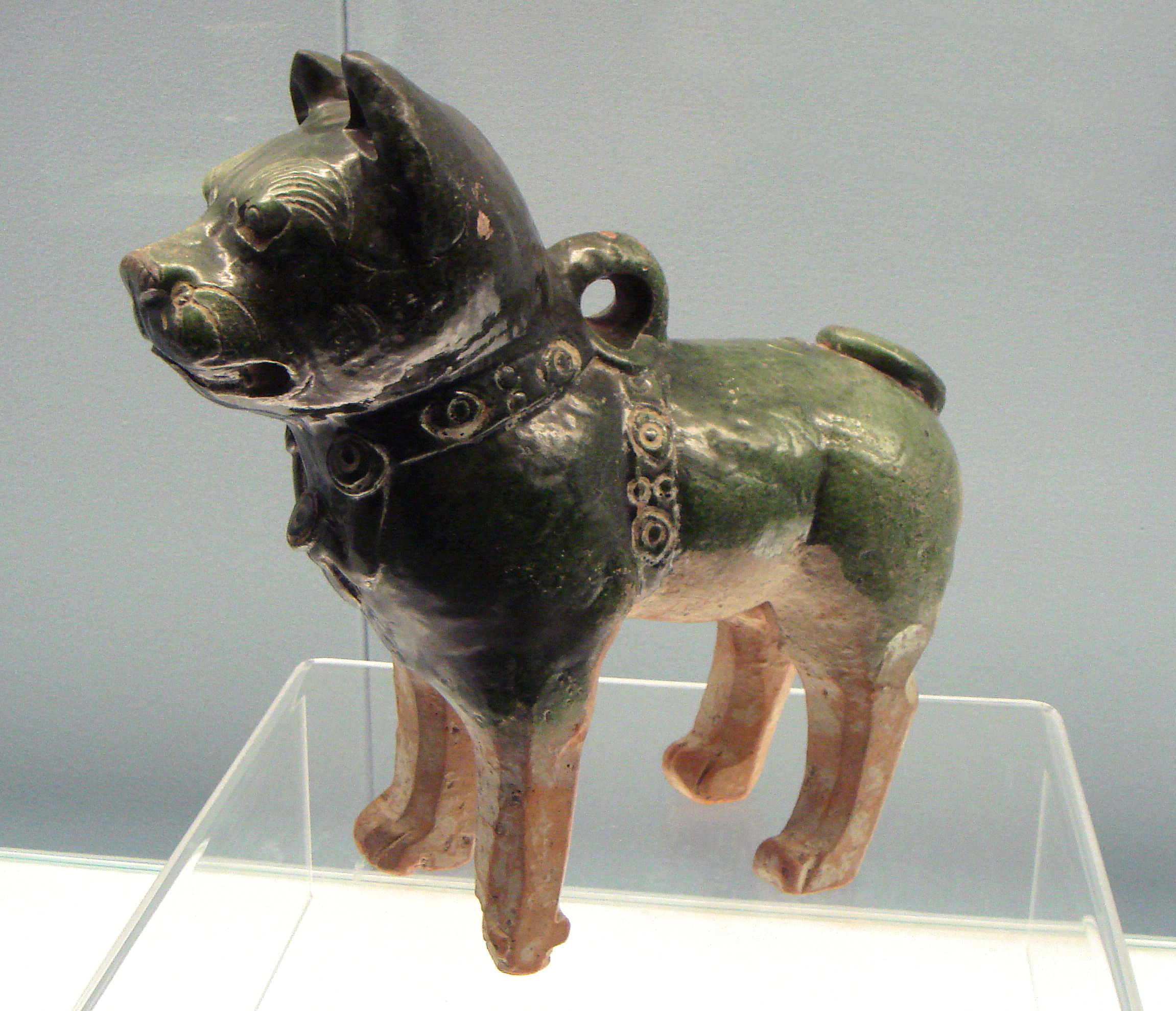
En grönglaserad porslinshund från östra han, 25-220 e.Kr.

| Vänstra bilden: Keramikskål från västra han dekorerad med uppresta reliefer av kinesiska drakar, fenghuanger och taotie. Högra bilden: Baksidan på en bronsspegel med ett målat blommotiv |  | Vänstra bilden: Keramikskål från västra han dekorerad med uppresta reliefer av kinesiska drakar, fenghuanger och taotie. Högra bilden: Baksidan på en bronsspegel med ett målat blommotiv |
| Vänstra bilden: Keramikskål från västra han dekorerad med uppresta reliefer av kinesiska drakar, fenghuanger och taotie. Högra bilden: Baksidan på en bronsspegel med ett målat blommotiv |  | |

Under det omfattande upproret mot Wang Mang var den koreanska staten Koguryo obehindrad att plundra Hans koreanska befälsområden. Han bekräftade inte dess kontroll över regionen förrän 30 e.Kr. Trungsystrarna från Vietnam gjorde uppror mot Han år 40. Deras uppror krossades av Han-generalen Ma Yuan (död 49) i en kampanj från 42-43 e.Kr. Wang Mang förnyade fientligheten mot Xiongnu, vilka hade stötts bort från Han fram till dess ledare Bi, en rivaliserande tronpretendent till sin kusin Punu, inställde sig hos Han som en sidovassall år 50. Detta skapade två rivalstater från Xiongnu: södra Xiongnu lett av Bi, som var allierade med Han, och Norra Xiongnu lett av Punu, Hans fiende.
Under Wang Mangs turbulenta styre förlorade Han kontroll över Tarimbäckenet, som erövrades av norra Xiongnu år 63 och använde som en bas för att invadera Hans Hexikorridoren i Gansu. Dou Gu (död år 88) besegrade norra Xiongnu i slaget vid Yiwulu år 73, och vräkte dem från Turpan och jagade dem så långt som till Barköl i Kinas nordvästra del, innan man etablerade en garnison i Hami. Efter att de västra regionernas general Chen Mu mördades år 75 av Xiongnus allierade i Karasahr och Kucha drogs garnisonen i Kumul tillbaka. I slaget vid Ikh Bayan år 89 besegrade Dou Xian (död år 92) norra Xiongnu som då tog reträtt till Altajbergen. Efter att de norra Xiongnu flydde in i Iliflodens dal år 91 ockuperade de nomadiska Xianbeierna området från kungadömet Buyeo i Manchuriet till Ilifloden av Wusunfolket. Xianbei nådde sin höjdpunkt under Tanshihuai (檀石槐) (d. 180), som konsekvent besegrade kinesiska arméer. Tanshihuais konfederation upplöstes dock efter hans död.
Ban Chao (d. 102) tog emot hjälp av Kushan, som ockuperade området som bestod av dagens Indien, Pakistan, Afghanistan och Tadzjikistan, för att besegra Kashgar och dess allierade Sogdiana. När en begäran från den kushanska ledaren Vima Kadphises (styrde från omkring 90 till 100 e.Kr.) om en giftermålsallians med Han avslogs 90 e.Kr. sände han sina styrkor till Wakhankorridoren (Afghanistan) för att attackera Ban Chao. Konflikten slutade med att kushanerna drog sig tillbaka på grund av brist på proviant. 91 återinsattes generalen över de västra regionerna i och med att titeln gavs till Ban Chao.
Förutom sidorelationer med kushanerna fick Han gåvor från Partien, från en kung i dagens Myanmar, från en härskare i Japan, och initierade en oframgångsrik mission till Daqin (Rom) år 97 med Gan Ying som emissarie. En romersk ambassad från kejsaren Marcus Aurelius tros ha kejsare Huan år 166, även om Rafe de Crespigny bedyrar att detta troligen var en grupp romerska köpmän. Andra resande till östra Han-Kina inkluderade buddhistmunkar, som översatte verk till kinesiska, såsom An Shigao från Parthien, och Lokaksema från Kushantidens Ganhara i Indien.

### Eunucker i regeringsangelägenheter
Zhangs styre, från 75 till 88, ansågs av lärda från Östra Handynastin som höjdpunkten på dynastihuset. Påföljande styren markerades allt mer av eunuckers inblandning i politiken och deras involvering i de våldsamma maktkamperna mellan de kejserliga klanerna. Med hjälp av eunucken Zheng Zhong (död 107), satte kejsare He, som styrde från 88 till 105, änkekejsarinnan Dou Zhang under husarrest och tog ifrån hennes klan makten. Detta var en hämnd för Dous rensande av hans biologiska mors klan, och därefter dölja hennes identitet från honom. Efter att He dog skötte hans fru Deng Sui (död 121 de statliga affärerna under en turbulent finansiell kris och utbrett Qiang-uppror som pågick från 107 till 118.
När Deng Sui dog var kejsaren An (styrde från 106 till 125) övertygad av anklagelserna av eunuckerna Li Run (李閏) och Jiang Jing (江京) om att Deng och hennes familj hade planerat att avsätta honom. An avsatte Dengs klanmedlemmar från sina titlar, landsförvisade dem och tvingade många att begå självmord. Efter att An dog satte hans fru, änkekejsarinnan Yan Ji (död 126) barnet Liu Yi (markis av Beixiang) på tronen i ett försök att återfå makten till sin familj. Palatseunucken Sun Cheng (död 132 genomförde dock ett framgångsrikt störtande av hennes regim för att installera kejsare Han Shundi, som styrde från 125 till 144, på tronen. Yan Ji sattes under husarrest, och hennes släktingar blev antingen mördade eller landsförvisade, och hennes allierade eunucker massakrerades. Regenten Liang Ji (död 159), kejsarinnan Liang Nas bror, mördade kejsarinnan Deng Mengnüs svåger efter att Deng Mengnü motstod Liang Jis försök att kontrollera henne. Därefter anställde kejsare Huan eunucker för att avsätta Liang Ji, som då tvingades att begå självmord.

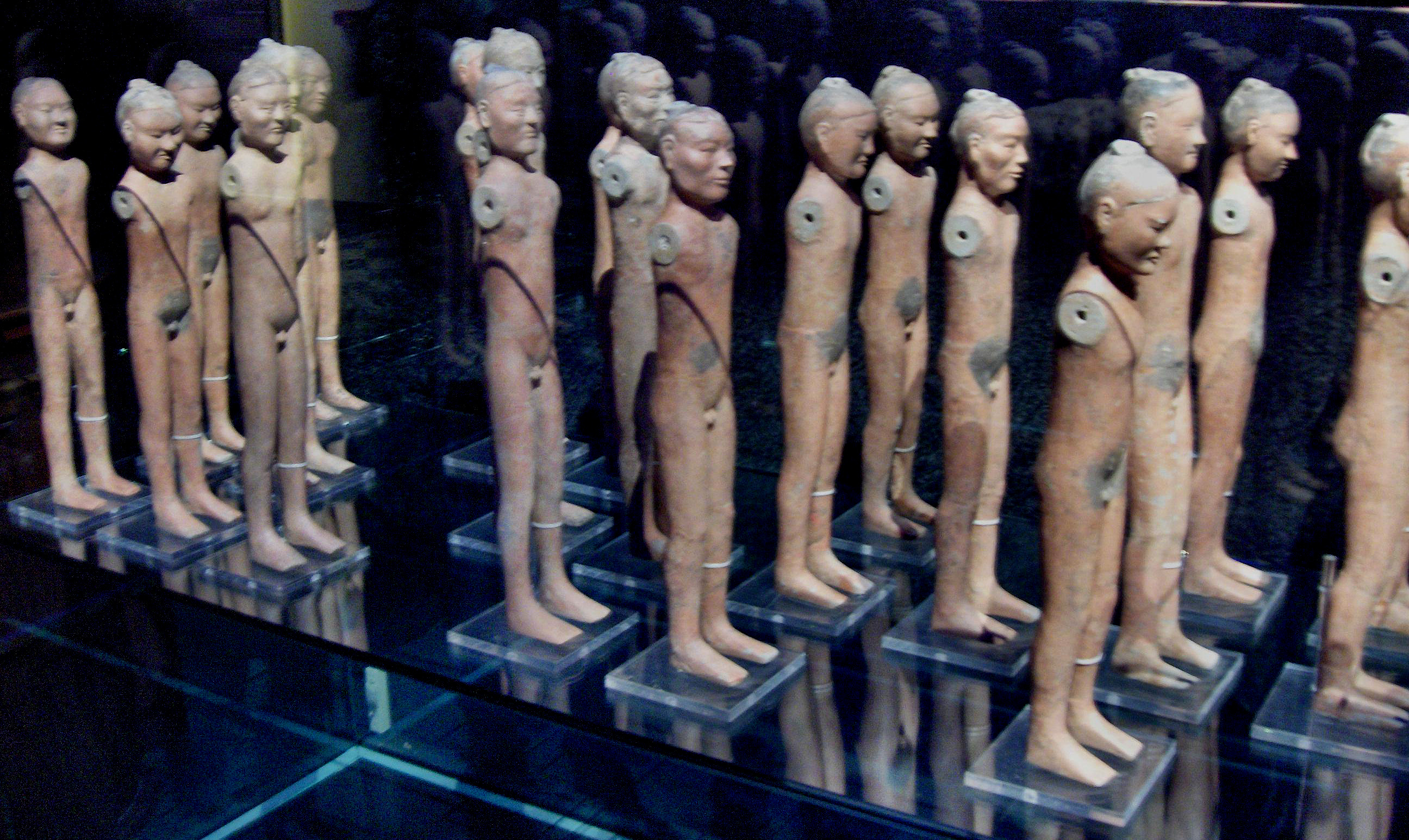
Gravstatyetter i lergods från västra han föreställande nakna tjänare, som en gång i tiden hade träarmar och silkeskläder i miniatyr, som har eroderat med tiden och därefter försvunnit.

Studenter från det kejserliga universitetet organiserade en utbredd studentprotest mot eunuckerna vid kejsare Huans hov. Senare förfrämligade Huan byråkratin när han initierade grandiosa byggnadsprojekt och stod som värd för tusentals konkubiner i hans harem när en ekonomisk kris ägde rum. Palatseunucker fängslade tjänstemannen Li Ying (李膺) och hans kompanjoner från det kejserliga universitetet i en dubiös anklagelse om landsförräderi. År 167 övertygade den stora kommendanten Dou Wu (död 168) sin svärson kejsare Huan att släppa dem. Huan stängde dock ute Li Ying med kompanjoner från ämbeten, vilket markerade början på de partisanska förbuden.
Efter Huans död försökte sig Dou Wu och den stora läraren Chen Fan (陳蕃) (död 168) på en statskupp mot eunuckerna Hou Lan (död 172), Cao Jie (död 181) och Wang Fu (王甫). När detta upptäcktes arresterade eunuckerna änkekejsarinnan Dou Miao (död 172 och Chen Fan. General Zhang Huan (張奐) favoriserade eunuckerna. Han och hans trupper konfronterade Dou Wu och hans trotjänare vid palatsporten där varje sida ropade anklagelser om landsförräderi mot varandra. När trotjänarna slutligen övergav Dou Wu tvingades han att begå självmord. Under kejsare Han Lingdi (styrde från 168 till 189) förnyade och utökade eunuckerna de partisanska förbuden, medan de själva bortauktionerade höga regeringsämbeten. Många regeringsangelägenheter överlämnades till eunuckerna Zhao Zhong (död 189) och Zhang Rong (död 189) medan kejsare Ling tillbringade en stor del av sin tid med sexuella rollspel med konkubiner och med att delta i militära parader.

### Handynastins fall
| Kinesisk armborstmekanism med en bakplåt från Handynastins tidigaste skede eller från perioden med de stridande staterna; gjord av brons och med inlagt silver. |  | Kinesisk armborstmekanism med en bakplåt från Handynastins tidigaste skede eller från perioden med de stridande staterna; gjord av brons och med inlagt silver. |
| Kinesisk armborstmekanism med en bakplåt från Handynastins tidigaste skede eller från perioden med de stridande staterna; gjord av brons och med inlagt silver. |  | |

De partisanska förbuden upphävdes under de gula turbanernas uppror och Five Pecks of Rice-upproret år 184, till stor del på grund av att hovet inte ville fortsätta att alienera en märkbar del av lågadelsfolket, som annars kunde gå med bland rebellgrupperna. De gula turbanerna samt anhängarna till Five Pecks of Rice-upproret hörde till två olika hierarkiska daoismsocieteter som leddes av healarna Zhang Jiao (död 184) och Zhang Lu (död 216). Zhang Lus uppror, i dagens norra Sichuan och södra Shanxi, kvästes inte förrän 215. Zhang Jiaos massiva uppror över åtta provinser annihilerades av hanstyrkor inom ett år, även om återkommande mindre uppror inträffade de följande årtiondena. Även om de gula turbanerna besegrades, övergav många av de under krisen tillsatta generalerna aldrig sina samlade miliser och använde dessa trupper för att samla ihop kraft utanför den kollapsande kejserliga överheten.

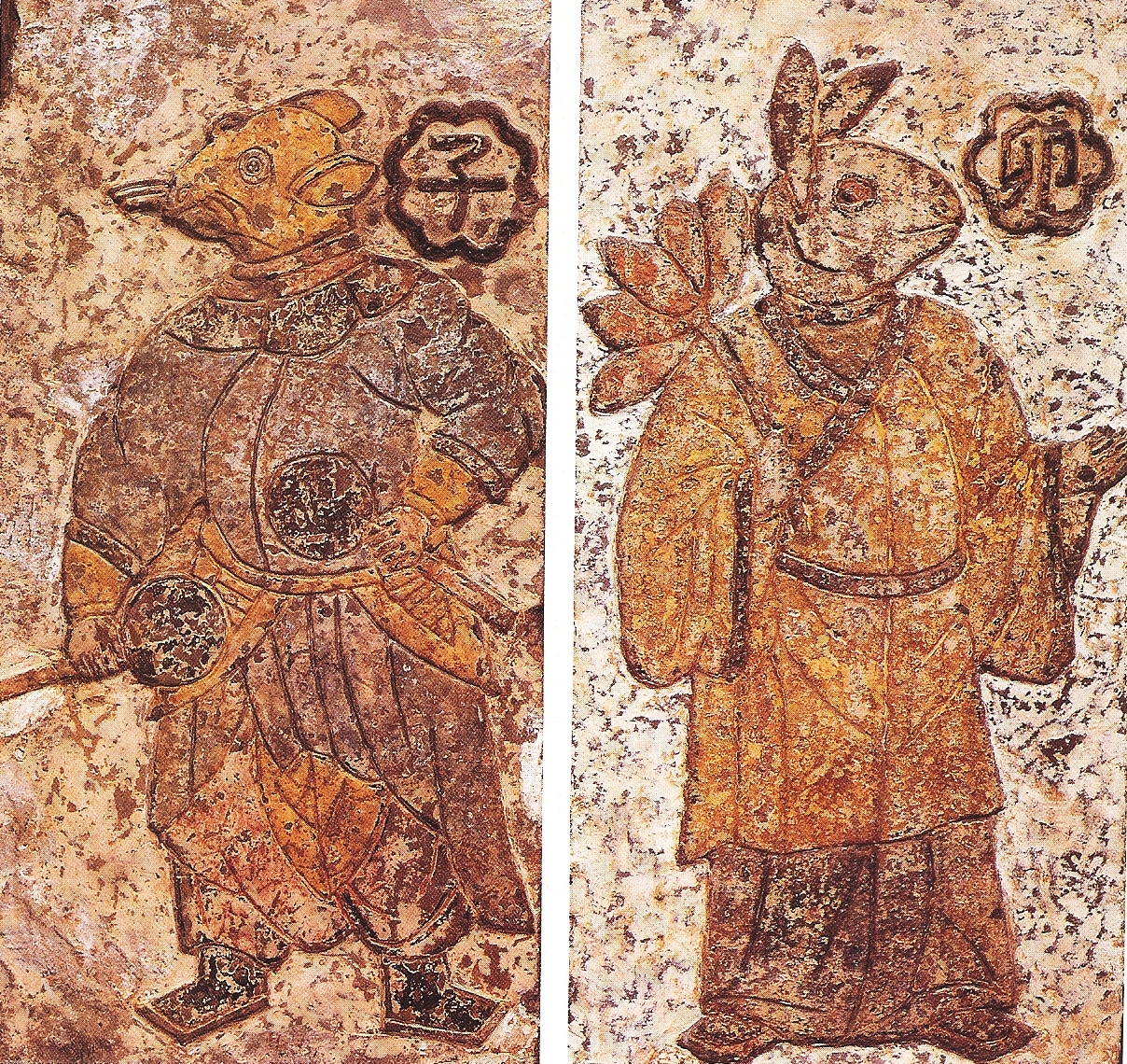
Animaliska skyddsandar över natten och dagen som bär kinesiska dräkter. Målningar från Handynastin på keramiskt kakel. Michael Loewe skriver att hybrider mellan män och monster i konsten och religiösa trosföreställningar fördaterade Han och förblev populärt under den första hälften av västra och östra Han.

Överstegeneralen He Jin (död 189), kejsarinnan Hes bror, konspirerade med Yuan Shao (död 202) för att störta eunuckerna genom att ha flera generaler att marschera till huvudstadens utkanter. Där krävde de, i en skriven petition till H, att eunuckerna skulle avrättas. Efter ett tags tvekan, samtyckte He. När eunuckerna upptäckte detta, fick de hennes bror He Miao (何苗) att upphäva ordern. Eunuckerna lönnmördade He Jin den 22 september 189. Yuan Shao belägrade då Luoyangs norra palats medan krigsherren Yuan Shu (död 199)från Scouchun, belägrade det södra palatset. Den 25 september togs båda palatsen in och omkring två tusen eunucker dödades. Zhang Rang hade tidigare flytt med kejsare Liu Bian (styrde år 189) och sin bror Liu Xie - senare kejsare Han Xiandi (styrde från 189 till 220). När de förföljdes av bröderna Yuan begick Zhang självmord genom att hoppa ner i Gula floden.
General Dong Zhuo (död 192) fann den unga kejsaren och hans bror vandrandes på landsbygden. Han eskorterade dem säkert tillbaka till huvudstaden och gjordes till arbetsminister, och tog kontroll över Luoyang och tvingade Yuan Shao att fly. Efter att Dong Zhuo degraderade kejsare Liu Bian och befordrade hans bror Liu Xie som kejsare Xian, ledde Yuan Shao en koalition av före detta tjänstemän och officerare mot Dong, som brände ned Luoyang till marken och placerade återigen hovet vid Chang'an i maj 191. Dong Zhuo förgiftade senare kejsare Shao. Dong mördades av sin adoptivson Lü Bu (död 198) i en sammansvärjning som startades av Wang Yun (död 192). Kejsare Xian flydde från Chang'an år 195 till Luoyangs ruiner. Xian övertygades av Cao Cao (155-220), dåvarande guvernör över Yanprovinsen i dagens västra Shandong och östra Henan, att flytta huvudstaden till Xuchang.
Yuan Shao utmanade Cao Cao för kontroll över kejsaren. Yuans makt minskade kraftigt efter att Cao besegrade honom i slaget vid Guandu år 200. Efter att Yuan dog, mördade Cao Yuan Chaos son Yuan Tan (173-205), som hade stridit med sina bröder över familjearvet. Hans bröder Yuan Shang och Yuan Xi mördades 207 av Gongsun Kang (död 221), som sände deras huvuden till Cao Cao. Efter Caos förlust vid slaget vid Röda klipporna år 208 delades Kina in i tre intressesfärer, där Cao Cao dominerade den norra, Sun Quan (182-252) dominerade den södra och Liu Bei (161-223) dominerade den västra. Cao Cao dog i mars 220. I december tvingade hans son Cao Pi (187-226) kejsare Xian att avträda tronen åt honom. Detta var det formella slutet på Handynastin och påbörjade en ålder med konflikter mellan de tre kungadömena: Cao Wei, Östra Wu och Shu Han.

## Samhälle och kultur

### Samhällsklasser

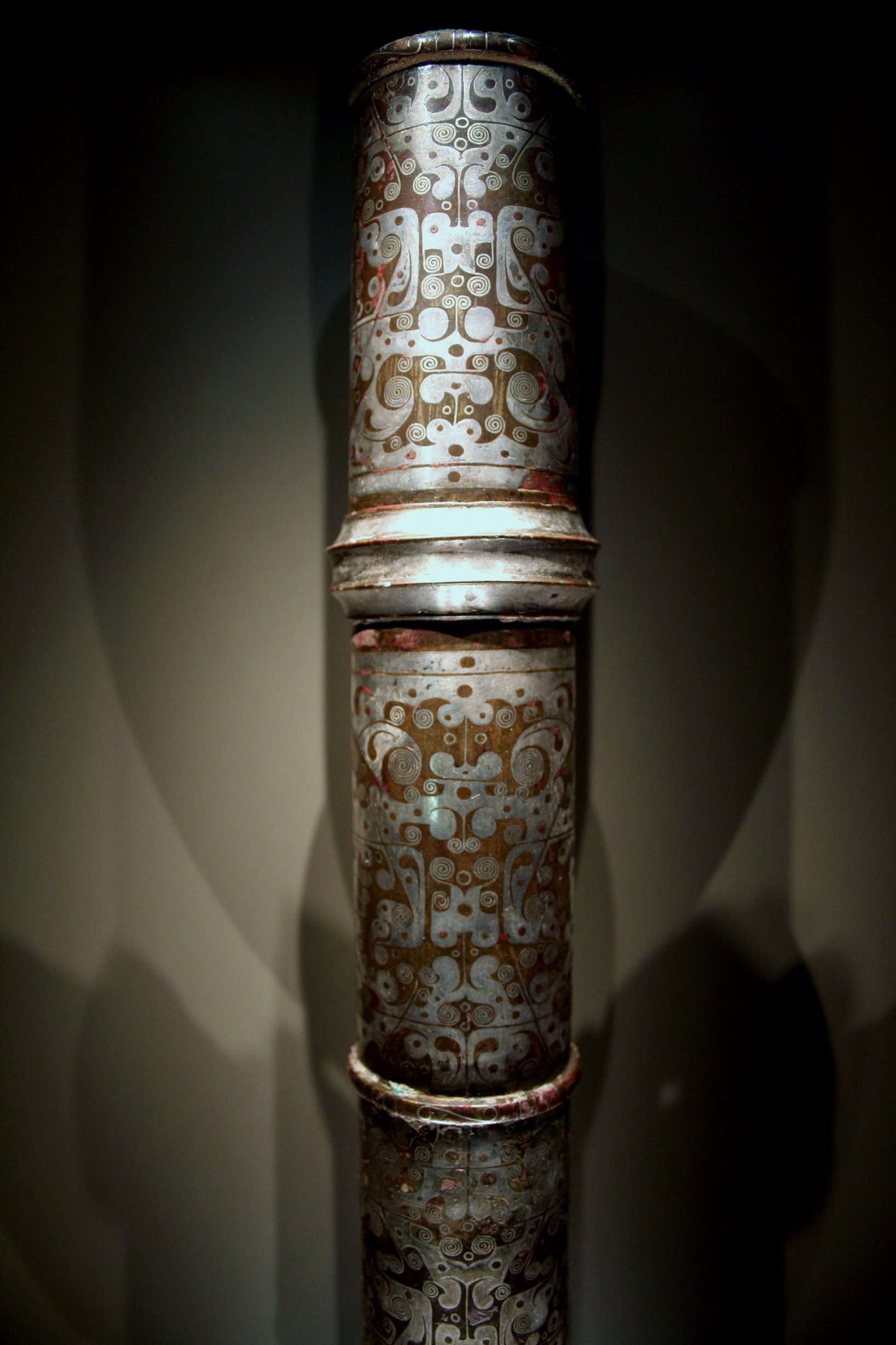
Dyrbarheter som denna, en bronspelare med inlagt silver, gjord för att hålla uppe en markis, hade aristokrater pengar nog att äga.

I den hierarkiska sociala ordningen var kejsaren högst upp. Kejsaren var dock ofta en minderårig, som styrdes av en regent, som exempelvis änkekejsarinnan eller en av hennes manliga släktingar. Direkt under kejsaren i ordningen befann sig kungarna, som var av samma familjeklan, Liu. Resten av samhället, inklusive adelsmännen under kungarna och alla borgare, exklusive slavarna, hörde till en av tjugo ranker (ershi gongcheng 二十公乘). Varje påföljande rank hade högre pensioner och lagliga privilegier. Den högsta rangen, av de högsta markiserna, hade en statspension och en territoriell förläning. De som var direkt understående, de vanliga markiserna, fick en pension, men ingen territoriell egendom. Lärda tjänstemän som tjänade regeringen hörde till den bredare borgarklassen och rankades precis under adelsmännen i social prestige. De högsta regeringstjänstemännen kunde förlänas som markiser. Under östra Han började lokala eliter av obundna lärda, lärare, studenter och regeringstjänstemän att identifiera sig själva som medlemmar av en större, rikstäckande lågadelsklass som delade värden och ett åtagande till den vetenskapliga lärdom som följde huvudriktningen. När regeringen blev märkbart korrupt under mellersta till senare delen av östra Han ansåg många lågadelsmän till och med odlandet av moraliskt grundade personliga relationer vara viktigare än att tjäna den allmänna ställningen.
Bonden, eller mer specifikt den lilla markägaren-odlaren, rankades strax under de lärda och tjänstemännen i den sociala hierarkin. Andra agrikulturella odlare var av lägre status, som arrendatorer, daglönearbetare, och i sällsynta fall, slavar. Hantverkare hade en laglig och socioekonomisk status mellan markägaren-odlaren och de allmänna köpmännen. Statligt registrerade köpmän, som av lagen tvingades att antingen bära vitfärgade kläder och betala höga kommersiella skatter, ansågs av lågadeln som sociala parasiter med en föraktlig status. Dessa var ofta obetydliga affärsinnehavare i urbana marknadsplatser. Köpmän såsom industrialister och resandehandlare mellan ett nätverk av städer kunde undvika att registrera sig som köpmän och var ofta mer välmående och maktfulla än den stora mängden av regeringstjänstemän. Välmående jordägare, såsom adelsmän och tjänstemän, erbjöd ofta boende för tjänare som i gengäld erbjöd viktiga arbeten eller plikter, som att ibland bekämpa banditer eller att rida in i strider. Till skillnad från slavar kunde tjänare komma och gå från sina mästares hem som de ville. Medicinska läkare, grisuppfödare och slaktare hade en ganska hög social status, medan ockultistiska magiker, springare och budbärare hade låg status.

### Giftermål, kön och släktskap

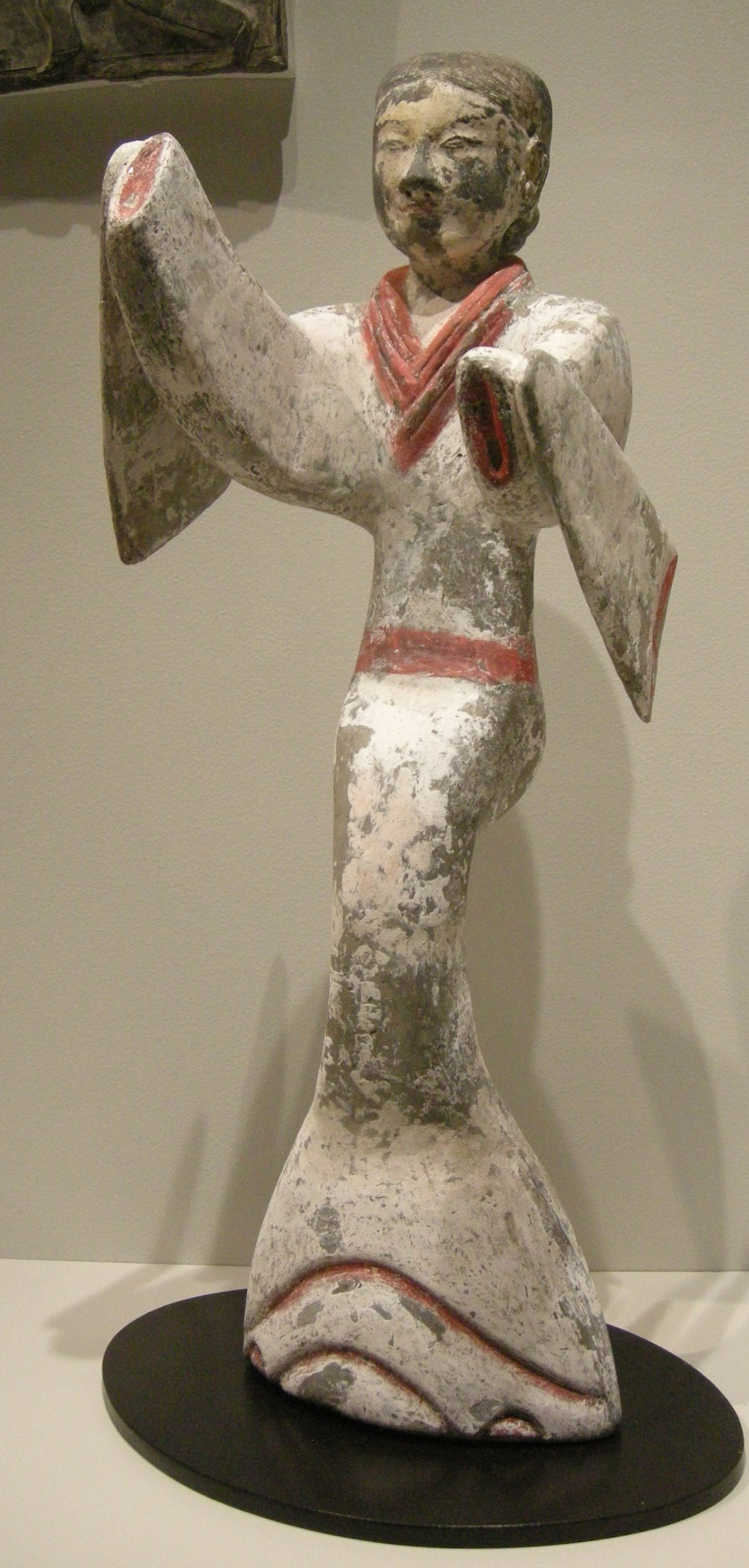
Kvinnlig dansare i lergods från Han

Hanfamiljen var patrilinjär och hade vanligtvis fyra till fem medlemmar i kärnfamiljen som levde i ett hushåll. Flera generationer av storfamiljmedlemmar bodde inte i samma hus, till skillnad från familjer i de senare dynastierna. Enligt konfucianistiska familjenormer behandlades olika familjemedlemmar med olika grader av respekt och intimitet. Exempelvis fanns det tre olika accepterade tidsramar för att sörja en faders död kontra en farbror. Konvenansäktenskap var, enligt normen, att faderns utlåtanden om sina barn ansågs mer betydelsefulla än moderns. Monogamiska bröllop var också enligt normen, även om adelsståndet och högt stående tjänstemän var tillräckligt välmående för att ha råd med och stödja konkubiner som ytterligare älskare. Under vissa förhållanden som dikterades av sedvänjorna och inte av lagen var både män och kvinnor tillåtna att skilja sig från sin maka/make och gifta sig igen.
Förutom givandet av nobla titlar eller ranger involverade arv inte primogenitur. Varje son fick en lika stor del av familjens ägodelar. Emedan fadern vanligtvis sände iväg sina vuxna gifta söner med en del av familjens förmögenhet, till skillnad från de senare dynastierna, fick inte söner alltid sina arv efter faderns död. Döttrar var formellt inte inkluderade i en faders testamente, även om de fick en del av familjens förmögenhet genom sina giftermålshemgifter.
Kvinnor förväntades lyda sin faders vilja, därefter deras makars, och när de blev gamla, deras vuxna söners. Det är dock känt från samtida källor att det fanns många avvikelser från denna regel, speciellt med avseende på mödrar över deras söner, och kejsarinnor som hundsfotterade och öppet förödmjukade sina fäder och bröder. Kvinnor undantogs från de årliga corvée-arbetsplikterna, men var ofta engagerade i en rad olika yrken, förutom sina hushållssysslor, som matlagning och tvättning. Det vanligaste kvinnoyrket var att väva kläder till familjen, att sälja på marknaden eller för stora textilföretag som anställde hundratals kvinnor. Andra kvinnor hjälpte till på sina bröders bondgårdar eller blev sångare, dansöser, häxor, respekterade medicinska läkare, och framgångsrika köpmän som hade råd att köpa sina egna kläder av silke. Några kvinnor skapade spinningskollektiv, och samlade ihop flera olika familjers resurser.

### Handel och kontakter med omvärlden
De väldiga erövringstågen mot nordväst under Han Wudi (141–87 f.Kr.) och Han Mingdi (57–75 e.Kr.) ledde till erövringen av Tarimbäckenet och det kinesiska väldets utbredning ända till Kaspiska havet. På så sätt sammanträffade kineserna nu också för första gången med jämbördiga kulturfolk i väst. Det romerska kejsardömet hade vid denna tid utvidgat sin maktsfär nästan till Kaspiska havet, över hela det område som sedan Alexandertågen var genomsyrat av hellenistisk kultur. Buddhismen, som Alexander den store också hade öppnat vägen för, var utbredd ända till Tarimbäckenet.
Den nya förbindelsen mellan Öster- och Västerlandet kom handeln till godo. Den transkontinentala handeln, som tidigare behövt många mellanhänder, monopoliserades nu av Kina och blev därigenom livligare. Från 114 f. Kr. skickade Kina iväg upp till tolv sidenkaravaner årligen, och i Balkh och andra transkaspiska handelsplatser träffade västerländska handelsmän kinesiska. Macedonska handelsresande kom ända till Kina, där de inre tullgränserna hade bortfallit med centraliseringen och en rad åtgärder vidtagits för att underlätta transporten. Sannolikt skedde under denna tid också den första invandringen av judar till Kina. Västvärlden kom också Kina till mötes genom sin sjöhandel, som hade fått ett stort lyft efter romarnas erövring av Egypten. Den kom nu sa långt som till Tonkin, som då var en kinesisk provins, och det uppstod på så sätt en direkt sjöförbindelse med Kina som förmedlade världshandelns produkter till det tidigare isolerade landet.

### Utbildning, litteratur och filosofi

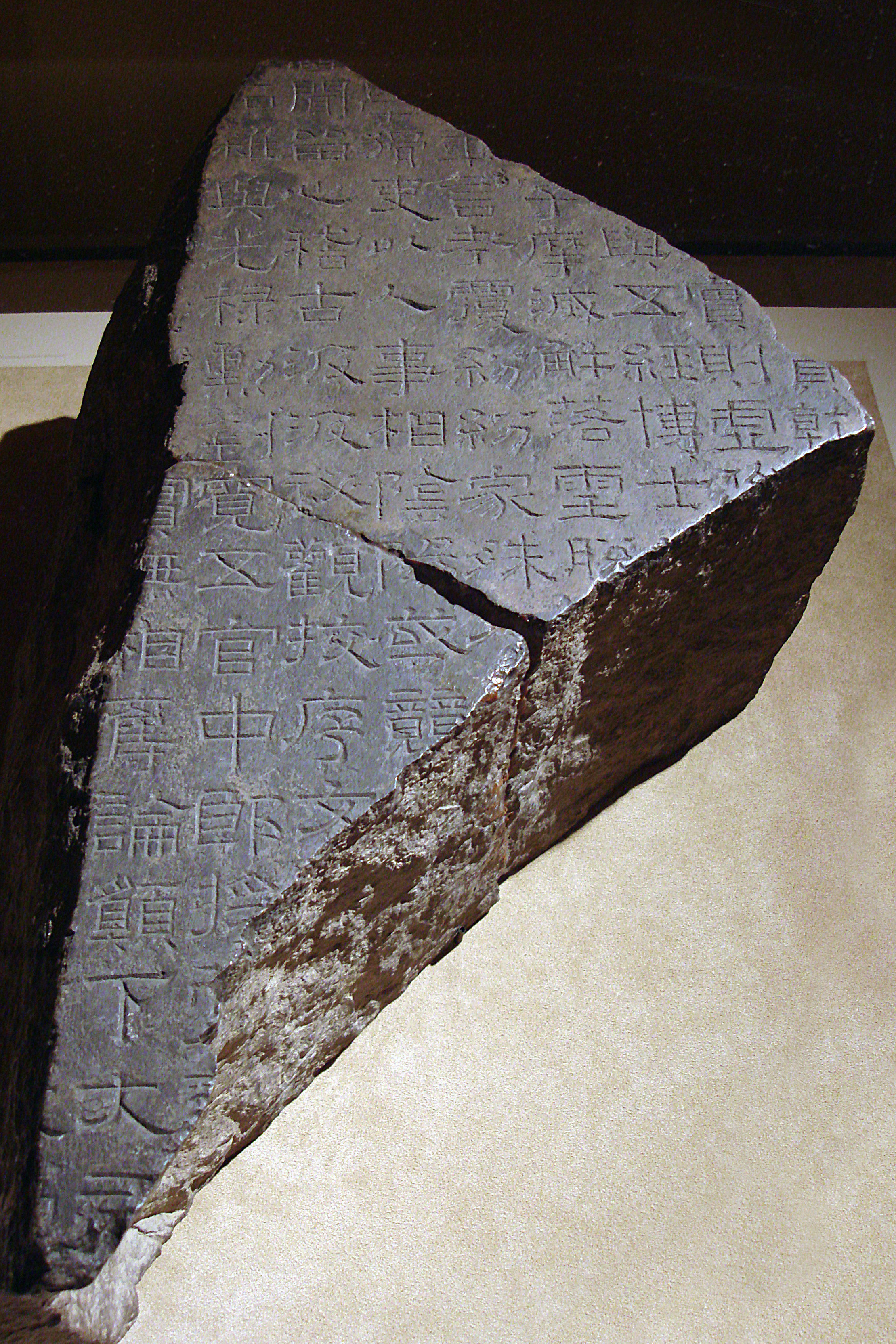
Ett fragment av de fem klassikerna som installerades under kejsare Han Lingdi styre längs vägkanten utanför det kejserliga universitetet, strax utanför Luoyang, och som gjordes på beställning av Cai Yong (132-192), som var rädd att klassikerna som förvarades i det kejserliga biblioteket interpolerades av lärda på universitetet.

De tidiga hoven i västra Han accepterade samtidigt de filosofiska läror om legalism, Huang-Lao-daoism och konfucianism när man bestämde statsbeslut och skapade regeringspolicier. Hanhovet gav dock under kejsare Wu konfucianismen exklusivt patronat. Han upphävde alla akademiska säten och lärda (boshi 博士) som inte behandlade de konfucianska de fem klassikerna år 136 f.Kr. och uppmuntrade nominerade kandidater till tjänster att få en konfucianistisk utbildning vid det kejserliga universitetet som han skapade år 124 f.Kr. Till skillnad från den ursprungliga ideologin som trolovades av Konfucius, eller Kongzi (551-479 f.Kr.) skapades hankonfucianismen under Wus styre av Dong Zhongshu (179-104 f.Kr.). Dong var en lärd och lägre tjänsteman som samlade de etiska konfucianska idéerna som rituella, barnpietetiska och harmoniska relationer med de fem elementen och yin och yang-kosmologer. Det kejserliga universitets betydelse ökade när de studerande översteg 30 000 under 200-talet. En utbildning baserad på konfucianismen gjordes också tillgänglig på vissa skolor och privatskolor öppnade i små städer, där lärare fick ansenliga inkomster från undervisningsbetalningen.
En del viktiga texter skapades och studerades av lärda. Filosofiska verk skrevs av Yang Xiong (53 f.Kr.-18 e.Kr.), Huan Tan (43 f.Kr.-28 e.Kr.), Wang Chong (27-100 e.Kr.) och Wang Fu (78-163 e.Kr.) ifrågasatte huruvida den mänskliga naturen var naturligt god eller ond. Shiji av Sima Tan (död 110 f.Kr.) och hans son Sima Qian (145-86 f.Kr.) etablerade standardmodellen för hela kejserliga Kinas standardhistorier, såsom Hanshu skriven av Ban Biao (3-54 e.Kr.), hans son Ban Gu (32-92 e.Kr.) och hans dotter Ban Zhao (45-116 e.Kr.). Det fanns uppslagsverk såsom Shuowen Jiezi av Xu Shen (omkring 58 - 147 e.Kr) och Fangyan av Yang Xiong. Biografier över viktiga figurer skrevs av olika lågadelsmän. Poem och rapsodier var också populära former av litteratur bland lågadeln.

### Religion, kosmologi, och metafysik
Familjer över hela Han Kina gjorde rituella offer av djur och matvaror till gudomar, andar och förfäder vid tempel och helgedomar. De trodde att offergåvorna kunde användas av de som gått till den andliga världen. De trodde att varje person hade en tudelad själ: ande-själen (hun 魂) som färdades till paradiset för de odödliga efter livet (xian), samt kroppens själ (po 魄) som stannade i graven eller gravvalvet på jorden och som endast kunde återförenas med ande-själen genom en rituell ceremoni. Utöver sina många andra uppgifter iklädde sig kejsaren även rollen som den högste prästen i det rike som offrade till himlen, de viktigaste gudomarna kända som de Fem krafterna samt bergen och flodernas andar (shen 神). De trodde att de tre sfärerna Himlen, Jorden, och Mänskligheten var sammanlänkade av de naturliga cyklerna av Yin och yang och av de fem elementen. Om kejsaren inte uppförde sig i enlighet med korrekta ritualer, etik och moral kunde han riva upp den fina balans som dessa kosmologiska cykler och orsaka katastrofer såsom jordbävningar, översvämningar, torka, epidemier och svärmar av gräshoppor.

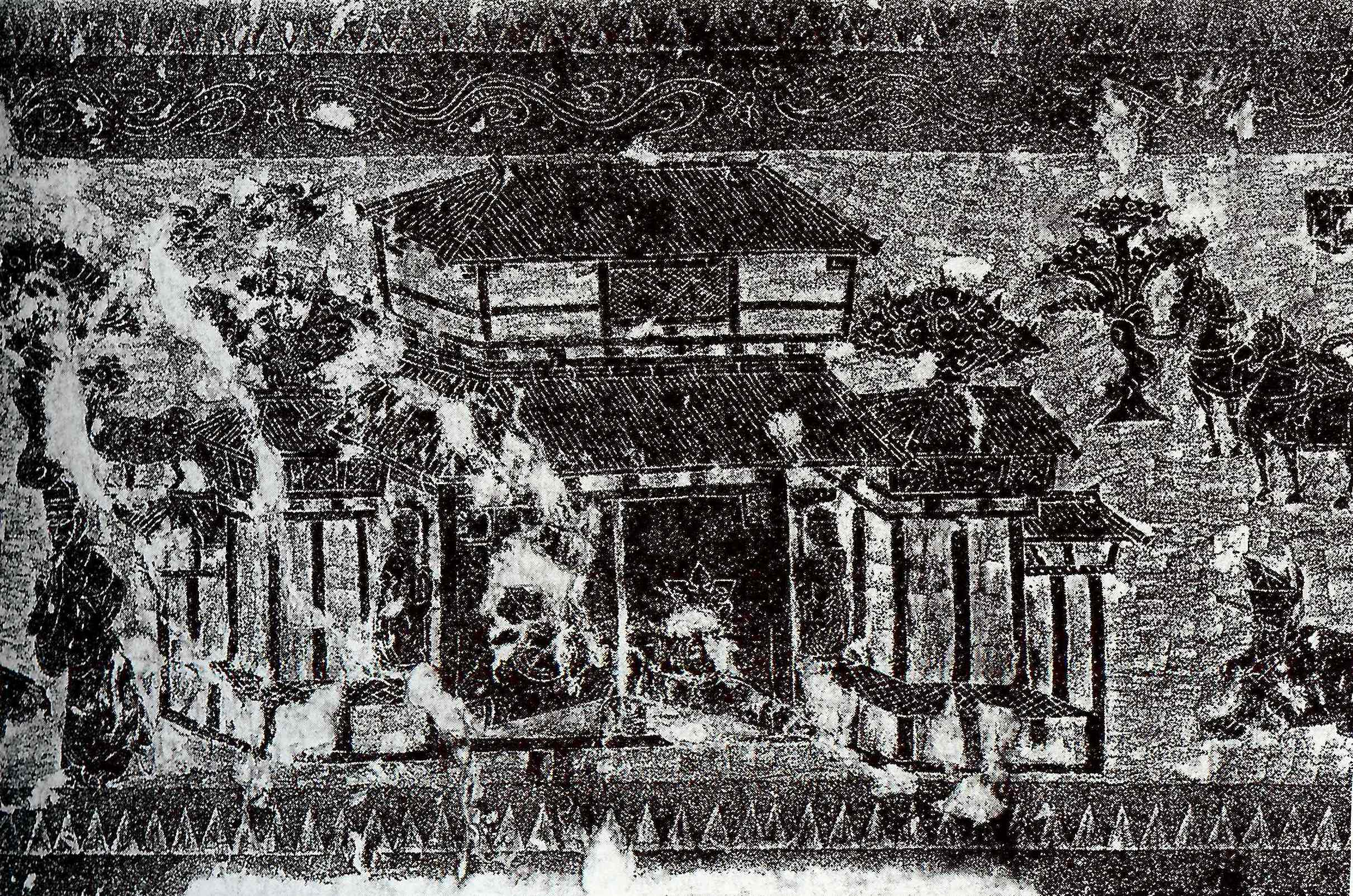
En gnuggbild av en sten med ingraverade bilder föreställande en lokal avsedd för förfädersdyrkan (citang 祠堂).

Enligt Hans religiösa övertygelse kunde odödlighet nås genom att man nådde drottningmodern i Västers land eller berget Penglai. Daoister från Han-eran samlades i små grupper av eremiter som försökte uppnå odödlighet genom andningsövningar, sexuella tekniker och användandet av medicinska elixir. Vid slutet av 100-talet gick daoisterna samman och formade stora religiösa samhällen. Dess anhängare trodde att den vise filosofen Laozi (verksam under 500-talet) var en helig profet som kunde erbjuda frälsning och god hälsa om hans hängivna anhängare erkände sina synder, avsluta sin tillbedjan till orena gudar som accepterade kött-offer och mässa delar av Daodejing.
Buddhismen dök för första gången upp i Kina under tiden för den östra Handynastin och omnämndes för första gången år 65. Liu Ying (död år 71), en halvbror till kejsaren Han Mingdi (regeringsåren 57–75) var en av de tidigaste kinesiska anhängarna, även om kinesisk buddhism vid den här tiden i stor utsträckning var associerad med Huang-Lao Daoismen. Kinas första kända buddhisttempel, Vita hästens tempel, restes under Mingdis regim. En mängd viktiga buddhistiska kanon översattes under 100-talet till kinesiska.

### Lag och ordning
Lärda hankineser som Jia Yi (201-169 f.Kr.) porträtterade den föregående Qindynastin som en brutal regim. Arkeologiska bevis från Zhangjiashan och Shuihudi visar dock att många av de stadgar i Hans lagbok som togs fram av rikskansler Xiao He (död 193 f.Kr.) togs från Qins lagar. Olika fall för våldtäkt, fysiskt övergrepp och mord åtalades i rätten. Kvinnor, även om de vanligtvis hade mindre rättigheter av sedvänja, tilläts att lägga civila och kriminella anklagelser mot män. Medan misstänkta fängslades blev dömda brottslingar aldrig fängslade. Istället var straffen oftast monetära böter, hårda arbetsperioder samt dödsstraff genom halshuggning. Bestraffningar från tidiga han som tortyrstympning inlånades från Qinlagarna. En serie reformer upphävde stympningsbestraffningar med mindre stränga slag från en falaka.
En av magistratens många plikter var att agera som en domare i rättsprocesser. Komplexa, oupplösta eller högprofilsfall sköttes av justitieministern i huvudstaden, eller till och med kejsaren. I varje kommun i hanriket fanns flera distrikt, som alla övervakades av en polischef. Regeringstjänstemän höll ordning i städerna på marknadsplatserna och konstaplar i grannskapen.

### Hanköket
| Vävd silkestextil från grav nummer ett i Mawangdui, Changsha, Hunan, Kina, 200-talet f.Kr. |  | Vävd silkestextil från grav nummer ett i Mawangdui, Changsha, Hunan, Kina, 200-talet f.Kr. |
| Vävd silkestextil från grav nummer ett i Mawangdui, Changsha, Hunan, Kina, 200-talet f.Kr. |  |                                                                                            |

De vanligaste stapelgrödorna som konsumerades under Handynastin var vete, korn, olika sorters hirs, ris och bönor. Frukt och grönsaker som man vanligen åt var bland annat kastanjer, päron, plommon, persikor, meloner, aprikoser, jordgubbar, jujubär, kalebasser, bambuskott, senapsplantor och taro. Domesticerade djur åts också, såsom kyckling, mandarinänder, gäss, kor, får, grisar, kameler och hundar (olika raser föddes upp speciellt för mat, medan de flesta användes som husdjur). Sköldpaddor och fiskar togs från åar och sjöar. Vanligt vilt som åts var uggla, fasan, skata, sikahjort och kinesisk bambuhöna. Kryddor som användes var bland annat socker, honung, salt och sojasås. Öl och vin dracks regelbundet.

### Klädsel

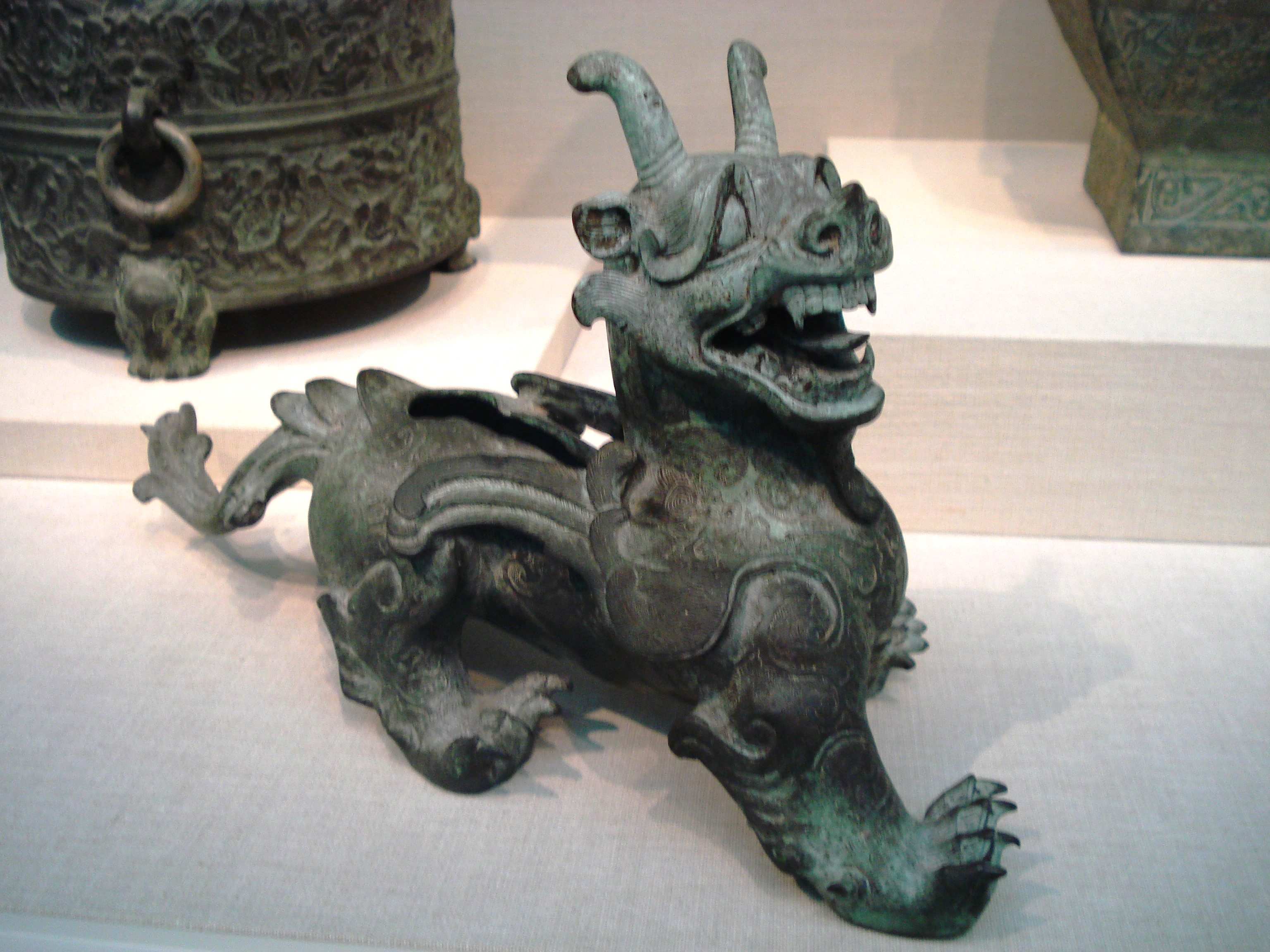
En bronsstatyett från Östra Han föreställande ett mytologisk fantasifoster (Qilin), från nollhundratalet.

De klädslar som bars och de material som användes under Handynastin berodde på vilken samhällsklass som man hörde till. Välmående folk hade råd att bära dräkter i silke, kjolar, sockar, och vantar, kappor gjorda av grävling- eller rävpäls, ankplymer, och tofflor med inlagt läder, pärlor och silkesfodring. Bönder bar vanligtvis kläder gjorda av hampa, ull och tamillerskinn.

## Regeringsmakten

### Militären
Vid Handynastins början var varje man som inte var av adlig börd vid 23 års ålder tvungen att genomföra militärtjänst. Minimiåldern för värnplikten sänktes till tjugo år efter Han Zhaodis regeringstid (87–74 f.Kr.). De värnpliktiga soldaterna genomgick ett år av träning samt ett år av tjänstgöring som icke-professionella soldater. Året av träning genomfördes vid en av de tre väpnade grenarna: infanteriet, kavalleriet eller flottan. Under året av aktiv tjänstgöring placerades de värnpliktiga antingen vid fronten, vid en kungs hov, eller placerades under befälet av kommendanten över huvudstadens vaktstyrka. En mindre betald professionell stående armé var stationerad nära huvudstaden.
Under Östra Handynastin kunde värnplikten undvikas om en speciell skatt betalades. Östra Handynastins hov föredrog att en frivillig armé rekryterades. Volontärarmén utgjorde Södra armén (Nanjun 南軍), medan den stående armén i och nära huvudstaden var Norra armén (Beijun 北軍). Norra armén bestod av fem regementen som vardera bestod av flera tusen soldater. Vardera regementet stod under befäl av en överste (Xiaowei 校尉). Efter att den centrala statsmakten kollapsat efter 189 var rika jordägare, medlemmar av aristokratin/adeln samt regionala militärguvernörer tvungna att förlita sig på att deras vasaller skulle agera som deras personliga trupper (buqu 部曲).
Under tider av krig ökades storleken på volontärarmén och mycket större miliser reste sig överallt i landet för att utöka Norra armén. Under de omständigheterna ledde en general (Jiangjun 將軍) en division, som var indelad i regementen som leddes av överstar och ibland majorer (Sima 司馬). Regementena var uppdelade i kompanier under befäl av kaptener. Plutonerna var de minsta typen av förband.

## Handynastins kejsare
Se även Lista över Kinas kejsare
Qin Shi Huangdi, förste kejsaren av Qin, hade varit den förste kinesiske regent att anta titeln huangdi eller "kejsare". Den initialt mest framgångsrike av de som slogs om makten efter Qins fall, Xiang Yu, hade själv tagit sig titeln bawang, "överkung", men Liu Bang och alla regenter efter honom antog titeln kejsare. nedan listats Handynastins kejsare.
| Han Gaozu 汉高祖 | Liu Bang 刘邦     | 202 f.Kr.-195 f.Kr. | Grundare av Handynastin |
| Han Huidi 汉惠帝 | Liu Ying 刘盈     | 195 f.Kr.-188 f.Kr. | Son till Han Gaozu och Änkekejsarinnan Lü                                                                                     |
| Änkekejsarinnan Lü 吕太后 | Lü Zhi 吕稚       | 187 f.Kr.-180 f.Kr. | Fru till Han Gaozu Regeringstiden har senare även tillskrivits: Liu Gong (188 f.Kr.-184 f.Kr.) Liu Hong (184 f.Kr.-180 f.Kr.) |
| Han Wendi 汉文帝 | Liu Heng 刘恒     | 180 f.Kr.-157 f.Kr. | Son till Han Gaozu |
| Han Jingdi 汉景帝 | Liu Qi 刘启       | 157 f.Kr.-141 f.Kr. | Son till Han Wendi och Änkekejsarinnan Dou                                                                                    |
| Han Wudi 汉武帝 | Liu Che 刘彻      | 141 f.Kr.-87 f.Kr.  | Son till Han Jingdi och Kejsarinnan Wang                                                                                      |
| Han Zhaodi 汉昭帝 | Liu Fuling 刘弗陵 | 87 f.Kr.-74 f.Kr.   | Son till Han Wudi |
| Markis Haihun 海昏侯; | Liu He 刘贺       | 74 f.Kr.            | Barnbarn till Han Wudi |
| Han Xuandi 汉宣帝 | Liu Xun 刘询      | 74 f.Kr.-49 f.Kr.   | Barnbarnsbarn till Han Wudi                                                                                                   |
| Han Yuandi 汉元帝 | Liu Shi 刘奭      | 49 f.Kr.-33 f.Kr.   | Son till Han Xuandi |
| Han Chengdi 汉成帝 | Liu Ao 刘骜       | 33 f.Kr.-7 f.Kr.    | Son till Han Yuandi |
| Han Aidi 汉哀帝 | Liu Xin 刘欣      | 7 f.Kr.-1 f.Kr.     | Barnbarn Han Yuandi |
| Han Pingdi 汉平帝 | Liu Kan 刘衎      | 1 f.Kr.-5           | Barnbarn Han Yuandi |
| Han Ruzi Ying 汉孺子婴 | Liu Ying 刘婴     | 6-8                 | Barnbarnsbarn till Han Xuandi                                                                                                 |
| Xindynastin (8-22) (Wang Mangs interregnum) |                   |                     | |
| Han Gengshidi 汉更始帝 | Liu Xuan 刘玄     | 23-25               | Avlägsen släkting till kejsarfamiljen Liu                                                                                     |
| Han Guangwudi 汉光武帝 | Liu Xiu 刘秀      | 25-57               | Nionde generationens ättling till Han Gaozu                                                                                   |
| Han Mingdi 汉明帝 | Liu Zhuang 刘庄   | 57-75               | Fjärde son till Han Guangwudi                                                                                                 |
| Han Zhangdi 汉章帝 | Liu Da 刘炟       | 75-88               | Femte son till Han Mingdi |
| Han Hedi 汉和帝 | Liu Zhao 刘肇     | 88-105              | Fjärde son till Han Zhangdi                                                                                                   |
| Han Shangdi 汉殇帝 | Liu Long 刘隆     | 105-106             | Son till Han Hedi |
| Han Andi 汉安帝 | Liu Hu 刘祜       | 106-125             | Barnbarn till Han Zhangdi |
| Markis Beixiang 北乡侯 | Liu Yi 刘懿       | 125-125             | Barnbarn till Han Zhangdi |
| Han Shundi 汉顺帝 | Liu Bao 刘保      | 125-144             | Äldste son till Han Andi |
| Han Chongdi 汉冲帝 | Liu Bing 刘炳     | 144-145             | Son till Han Shundi |
| Han Zhidi 汉质帝 | Liu Zuan 刘缵     | 145-146             | Barnbarnsbarn Han Zhangdi |
| Han Huandi 汉桓帝 | Liu Zhi 刘志      | 146-167             | Barnbarnsbarn Han Zhangdi |
| Han Lingdi 汉灵帝 | Liu Hong 刘宏     | 167-188             | Barnbarnsbarn till Han Zhangdi                                                                                                |
| - | Liu Bian 刘辩     | 189-189             | Son till Han Lingdi Regerade i fem månader                                                                                    |
| Han Xiandi 汉献帝 | Liu Xie 刘协      | 189-220             | Son till Han Lingdi |
| 1 Där inget annat anges, Källa: ”Chinese History - Emperors of the Han Dynasty 漢 (206 BCE-220 CE)” (på Engelska). CHINAKNOWLEDGE - a universal guide for China studies. http://www.chinaknowledge.de/History/Han/han-rulers.html. Läst 7 december 2014. |                   |                     | |